# Nestindar
De Nestindar is een berg die ligt op het eiland Kalsoy, Faeröer. De berg heeft een hoogte van 788 meter en is daarmee het hoogste punt van het eiland.